# سیلاک سیسیناسی
سیلاک سِـیسیناسی (انگلیسی: Siluck Saysanasy؛ زادهٔ ۳۰ ژانویهٔ ۱۹۷۴) بازیگر و کارگردان تلویزیونی اهل لائوس و کانادا است.
از فیلم‌ها یا برنامه‌های تلویزیونی که وی در آن نقش داشته است می‌توان به دگراسی: نسل بعدی، دگردیسی، بازمانده برگزیده، شکارچیان سایه و نسخه سحرآمیز اشاره کرد.